# Agrégation de droit public
L'agrégation de droit public est un des trois concours des agrégations de droit en France.
Le concours d'agrégation de droit public est organisé tous les deux ans (année impaire en alternance avec le concours d'agrégation de droit privé). Les lauréats du concours national sont nommés professeurs des universités et sont affectés dans une université ou un institut d'études politiques. Une vingtaine de postes en moyenne sont ouverts au concours. Les titulaires d'un doctorat en droit peuvent s'y présenter.
Le programme actuel de l'agrégation de droit public, précisé par un décret modifié du 13 février 1986, comporte les matières suivantes :
- droit constitutionnel, institutions politiques et vie politique ;
- droit administratif et science administrative ;
- finances publiques et droit fiscal ;
- droit international public et relations internationales ;
- droit communautaire et européen ;
- théorie du droit ;
- histoire des idées politiques.

## Propositions de réformes
La dissociation entre les matières "droit international public" et "droit européen" est proposée, notamment par les rapports du jury du concours d'agrégation 2017 et 2019.
Lors du concours d'agrégation de droit public 2013-2014, la suppression de l'épreuve d'histoire des idées politiques, en tant que matière proposée à la "leçon de 24 heures", est proposé par le rapport établi par le jury présidé par Patrick Wachsmann. Un Appel à la défense de l'Histoire des idées politiques est alors signé, en guise de protestation, par des enseignants-chercheurs.